# Mali Gorenec
Mali Gorenec is een plaats in de gemeente Bednja in de Kroatische provincie Varaždin. De plaats telt 150 inwoners (2001).